# Dendrochilum kabense
Dendrochilum kabense är en orkidéart som beskrevs av Johannes Jacobus Smith. Dendrochilum kabense ingår i släktet Dendrochilum och familjen orkidéer.
Artens utbredningsområde är Sumatera. Inga underarter finns listade i Catalogue of Life.